# Patro Le Prevost

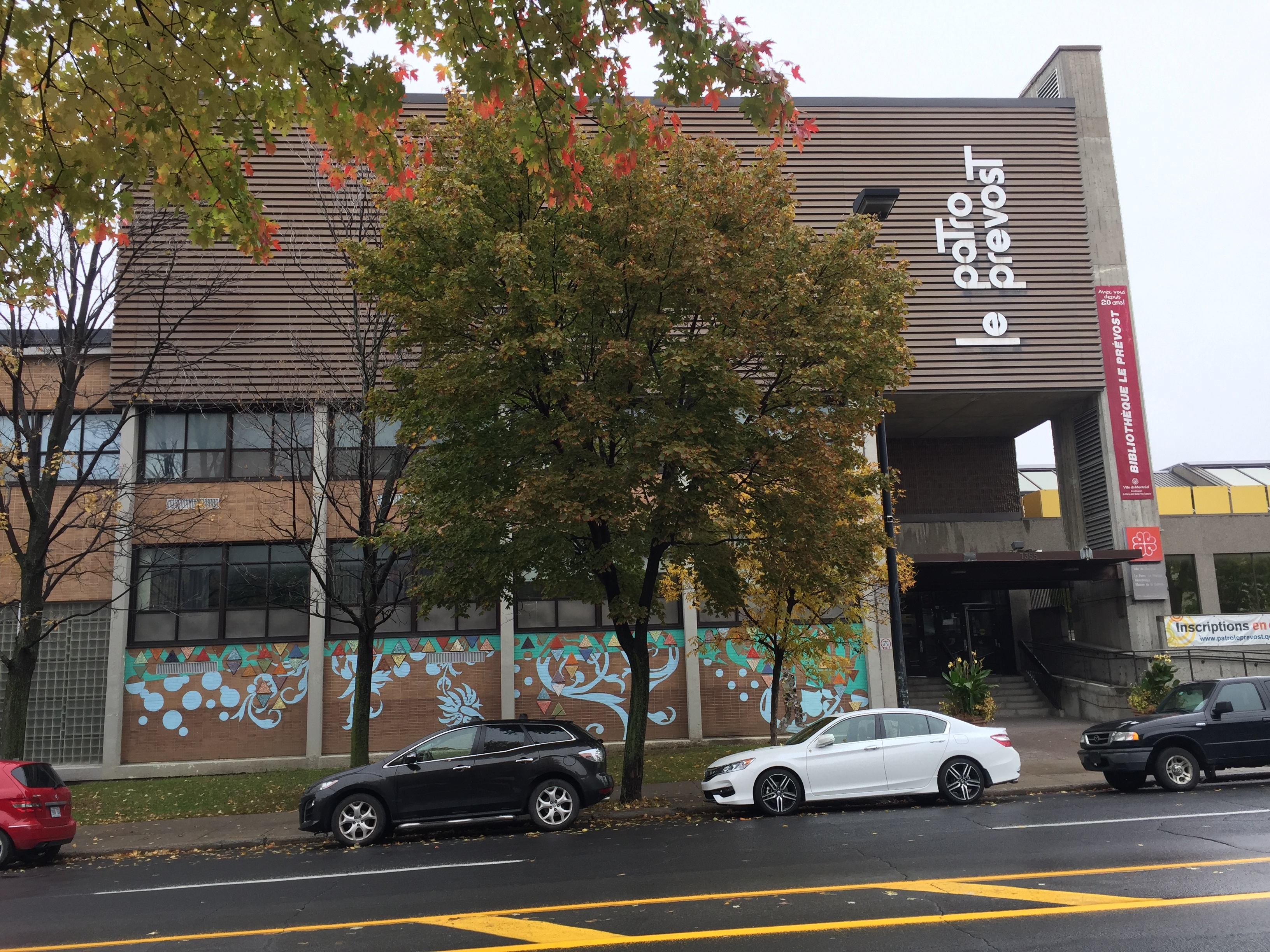
Patro Le Prevost

Le Patro Le Prevost était l’un des plus importants et des plus anciens centres communautaires et de loisir au Québec. Fondé en 1909 dans le quartier Mile End à Montréal, il était situé depuis 1980 dans le quartier Villeray. L'origine du nom Patro Le Prevost est l'union des termes de la contraction du mot  « patronage » et du nom de famille du fondateur, Jean-Léon Le Prevost. 
En 2020, le Patro le Prevost a fusionné avec le Centre de loisirs communautaires Lajeunesse, qui était présent dans le quartier Villeray depuis plus de 30 ans, pour donner naissance au Patro Villeray (https://patrovilleray.ca/). 

## Historique
Il a été fondé le 16 décembre 1909, par la communauté des Religieux de Saint-Vincent-de-Paul. Il enregistre un taux annuel de fréquentation de plus de 320 000 personnes. Le Patro Le Prevost a obtenu sa charte d’organisme sans but lucratif le 23 décembre 1969. Depuis, il poursuit son œuvre où le loisir, l’action communautaire et les activités récréatives demeurent les moyens privilégiés pour permettre le développement des individus, des familles et de la collectivité. Un conseil d’administration formé de bénévoles impliqués, assure la poursuite de la mission et de la saine gestion de l’organisme.
Récipiendaire, en 2008, de la Médaille de l'Assemblée nationale.
Au Canada, on retrouve six autres Patro répartis dans les régions de Québec, Saguenay (arrondissement Jonquière) et Ottawa.
En 2020, le Patro le Prevost a fusionné avec le Centre de loisirs communautaires Lajeunesse, qui était présent dans le quartier Villeray depuis plus de 30 ans, pour donner naissance au Patro Villeray (https://patrovilleray.ca/).

## Mission
Le Patro Le Prevost offre un milieu de vie ouvert à l’ensemble des membres de la collectivité. Ce milieu de vie est un lieu d’accueil, de regroupement, de solidarité, d’échange et d’implication qui crée un sentiment d’appartenance entre les membres de la collectivité. Il permet aux gens de se rencontrer, d’échanger, de s’entraider, de mettre en commun leur savoir-faire, de partager leurs expériences et d’acquérir ensemble de nouvelles compétences dans un cadre non contraignant et convivial.

## Portrait du centre
Situé au 7355, avenue Christophe-Colomb, à Montréal, au cœur du quartier Villeray, le Centre communautaire et de loisirs le Patro Le Prevost, aujourd'hui le Patro Villeray, est un véritable milieu de vie qui a comme moyens d’action privilégiés le loisir et l’action communautaire. Il joue un rôle de prévention auprès de la personne tant dans le domaine de la santé physique que mentale. 
Il a su se doter de multiples services tant de loisirs que communautaires pour répondre aux besoins de la collectivité. Avec l’accroissement des besoins, il est devenu un acteur important, un leader dans le quartier qui travaille en partenariat avec les autres services et organismes pour offrir de nombreux services communautaires. Magasin-Partage Villeray, cuisine collective, groupe d’achats, popote roulante, dépannage individuel, clinique d’impôt, l’aide aux devoirs, prise en charge de personnes ayant des travaux communautaires à compléter, accueil d’une dizaine de stagiaires adultes du Centre Gabrielle-Major, un centre pour déficients intellectuels — pour l’entretien ménager —, milieu de stage pour les écoles, brunch du dimanche, etc. 
Une diversité d’activités de loisirs (sportives, aquatiques, plein air, environnementales, culturelles, pastorales et actions communautaires) sont offertes à toutes les clientèles : jeunes, adolescents, adultes et aînés. Le patro a créé un milieu de vie familial avec une salle de séjour pour chaque groupe. Les gens peuvent s’y côtoyer pour jaser, jouer à des jeux de salle et discuter avec un animateur qui a le souci du bien-être de la personne dans ses interventions axées sur la prise en charge et l’empowerment (faire avec et pour les gens). Un accueil, de l’écoute, une chaleur humaine, un réseau d’entraide, tout cela se retrouve dans les salles de séjour.